# Octopus abaculus
Octopus abaculus är en bläckfiskart som beskrevs av Norman och Sweeney 1997. Octopus abaculus ingår i släktet Octopus och familjen Octopodidae. Inga underarter finns listade i Catalogue of Life.